# Michael Laskin
Michael Lewis Laskin (Duluth, 3 aprile 1951) è un attore e insegnante statunitense.
Iniziò la sua carriera in teatro regionale prima di dedicarsi al cinema a partire dagli anni ottanta. È anche insegnante di recitazione e manager del "Michael Laskin Studio" a Los Angeles.
Dalla moglie Emily, ha avuto due figli, Nick e Joe.

## Filmografia parziale

### Cinema
- Otto uomini fuori (Eight Men Out), regia di John Sayles (1988)
- Angie - Una donna tutta sola (Angie), regia di Martha Coolidge (1994)
- Rivelazioni (Disclosure), regia di Barry Levinson (1994)
- Qualcosa di personale (Up Close & Personal), regia di Jon Avnet (1996)
- Limbo, regia di John Sayles (1999)
- La prima volta di Niky (Mini's First Time), regia di Nick Guthe (2006)
- Mia moglie per finta (Just Go with It), regia di Dennis Dugan (2011)

### Televisione
- Melrose Place – serie TV, episodio 3x24 (1995)
- L'uomo che catturò Eichmann (The Man Who Captured Eichmann), regia di William A. Graham – film TV (1996)
- Marlowe - Omicidio a Poodle Springs (Poodle Springs), regia di Bob Rafelson – film TV (1998)
- Senza traccia (Without a Trace) – serie TV, episodio 5x03 (2006)

## Doppiatori italiani
Nelle versioni in italiano delle opere in cui ha recitato, Michael Laskin è stato doppiato da:
- Raffaele Fallica in Ally McBeal